# Chengdu Airlines

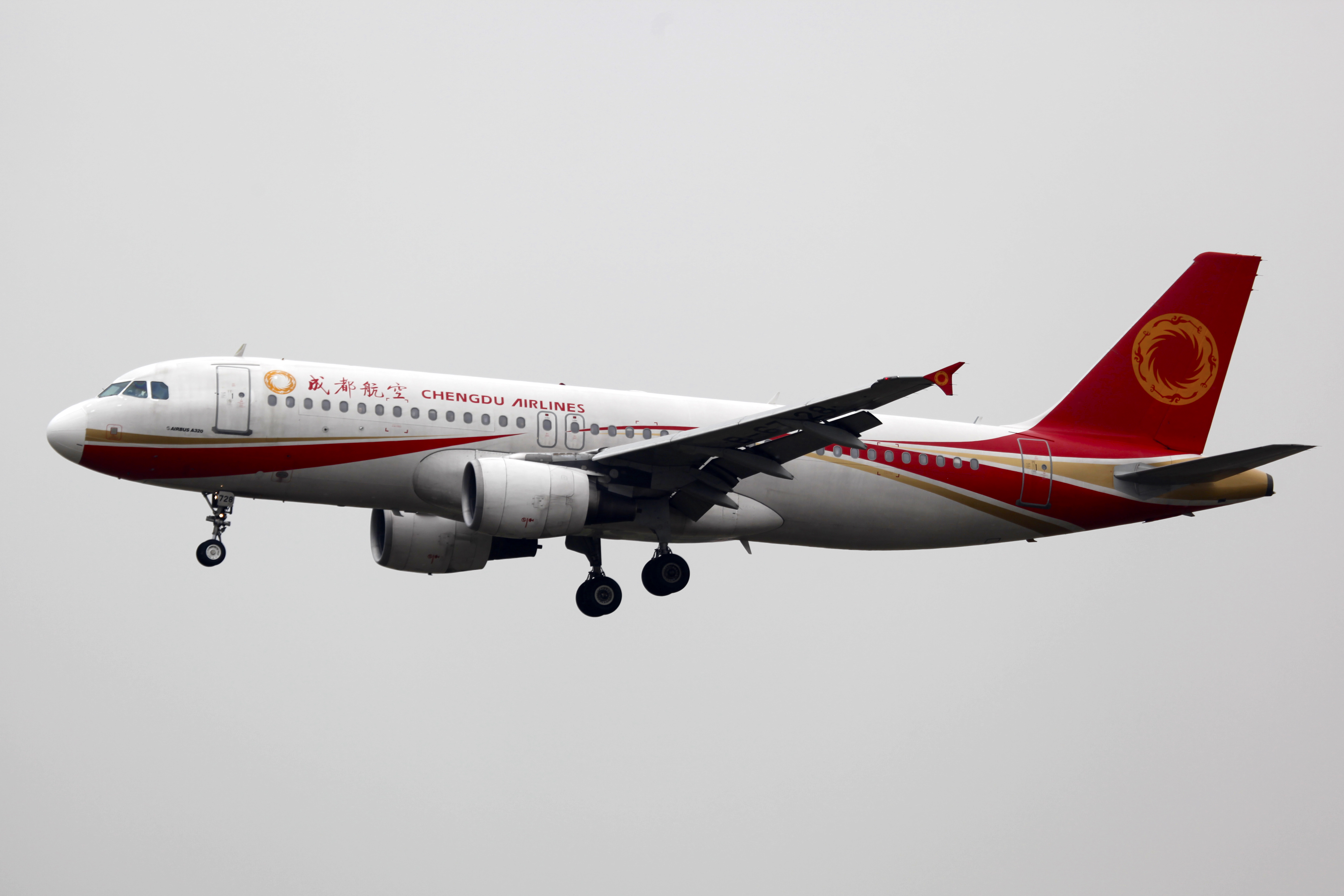
Airbus A320-200 der Chengdu Airlines

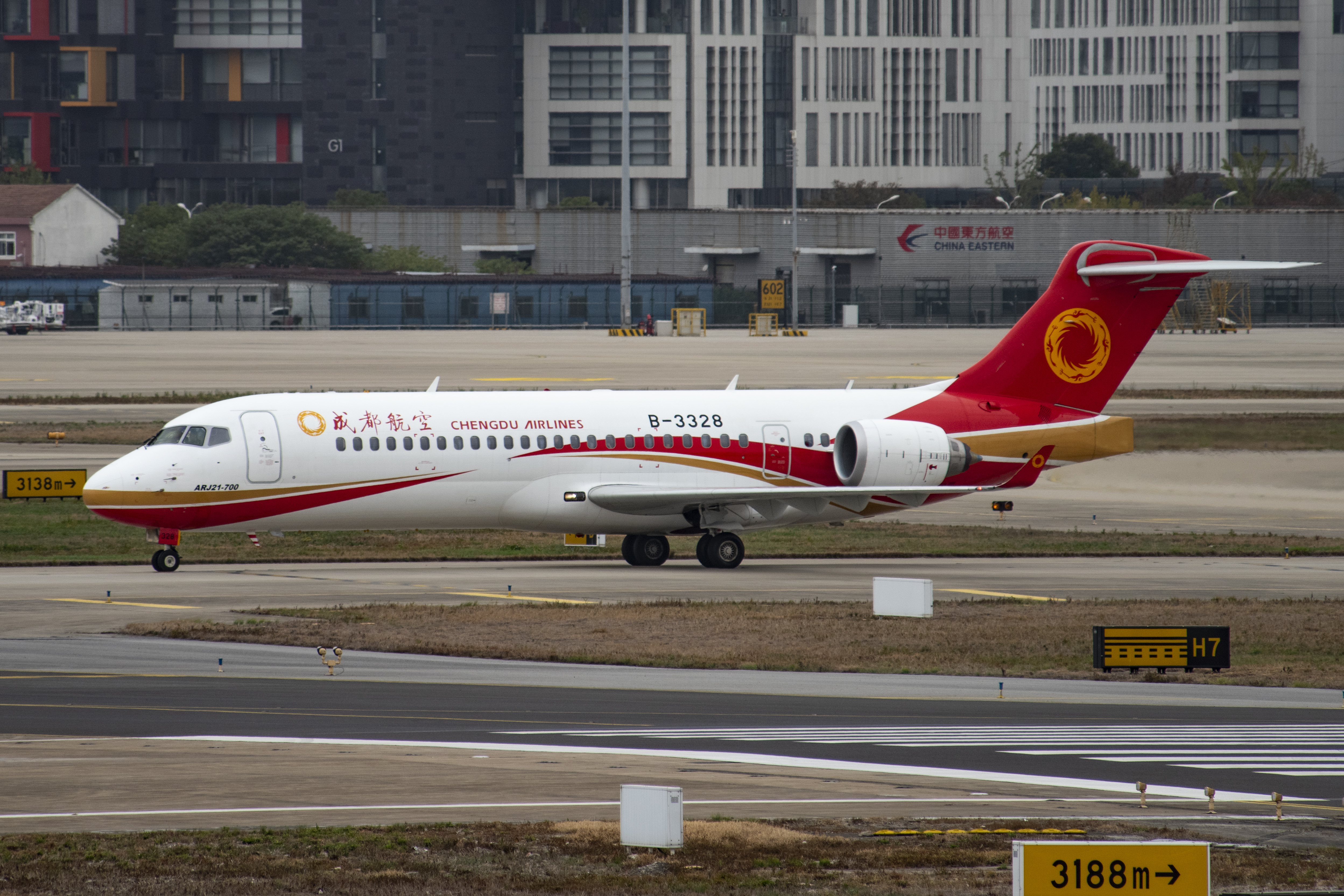
COMAC Comac C909 der Chengdu Airlines

Chengdu Airlines (chinesisch 成都航空) ist eine chinesische Fluggesellschaft mit Sitz in Chengdu und Basis auf dem Flughafen Chengdu-Shuangliu.

## Geschichte
Chengdu Airlines wurde 2004 als United Eagle Airlines gegründet und 2010 umbenannt.
Am 29. November 2015 erhielt die Fluggesellschaft als weltweit erster Betreiber eine Comac C909, welche am 28. Juni 2016 den ersten Linienflug von Chengdu nach Shanghai absolvierte.

## Flugziele
Chengdu Airlines fliegt von vor allem von den Flughäfen Chengdu-Shuangliu und dem Chengdu Tianfu International Airport Ziele innerhalb Chinas an. Aber auch von anderen Flughäfen in China werden Ziele in China angeflogen. Außerdem wird ein Ziel in Russland angeflogen.

## Flotte
Mit Stand Dezember 2024 besteht die Flotte der Chengdu Airlines aus 81 Flugzeugen mit einem Durchschnittsalter von 5,0 Jahren:
| Flugzeugtyp     | Anzahl | bestellt | Anmerkungen                                           | Sitzplätze | Durchschnittsalter |
| --------------- | ------ | -------- | ----------------------------------------------------- | ---------- | ------------------ |
| Airbus A319-100 | 4      |          | mit Sharklets ausgestattet                            | 128        | 6,8 Jahre          |
| Airbus A320-200 | 31     |          | 30 mit Sharklets ausgestattet                         | 174 180    | 7,6 Jahre          |
| Airbus A320neo  | 11     |          |                                                       | − offen −  | 1,5 Jahre          |
| Airbus A321neo  | 05     |          |                                                       | − offen −  | 0,9 Jahre          |
| Comac C909-700  | 30     |          | fünf inaktiv; Chengdu Airlines ist Erstkunde der C909 | 90         | 4,2 Jahre          |
| Gesamt          | 81     | –        |                                                       |            | 5,1 Jahre          |

### Aktuelle Sonderbemalungen
| Bemalung      | Flugzeugtyp     | Luftfahrzeugkennzeichen | Zeitraum            | Bild |
| ------------- | --------------- | ----------------------- | ------------------- | --- |
| Chinese Dream | Comac ARJ21-700 | B-603P                  | seit September 2019 | |
| Bright Future | Comac ARJ21-700 | B-651T                  | seit September 2022 | Bild gesucht Die Wikipedia wünscht sich an dieser Stelle ein Bild. Falls du dabei helfen möchtest, erklärt die Anleitung , wie das geht. |
| JinSha        | Comac ARJ21-700 | B-652G                  | seit Juni 2022      | Bild gesucht Die Wikipedia wünscht sich an dieser Stelle ein Bild. Falls du dabei helfen möchtest, erklärt die Anleitung , wie das geht. |
| Tiger         | Comac ARJ21-700 | B-653E                  | seit September 2022 | Bild gesucht Die Wikipedia wünscht sich an dieser Stelle ein Bild. Falls du dabei helfen möchtest, erklärt die Anleitung , wie das geht. |